# La Pán Tẩn
La Pán Tẩn là một xã thuộc huyện Mù Cang Chải, tỉnh Yên Bái, Việt Nam.

## Địa lý
Xã La Pán Tẩn nằm ở trung tâm huyện Mù Cang Chải, có vị trí địa lý:
- Phía bắc giáp xã Chế Cu Nha và xã Cao Phạ
- Phía đông giáp xã Cao Phạ
- Phía nam giáp xã Púng Luông
- Phía tây giáp xã Dế Xu Phình và xã Chế Cu Nha.

Xã La Pán Tẩn có diện tích 33,26 km², dân số năm 2019 là 4.956 người, mật độ dân số là 149 người/km².

## Hành chính
Xã La Pán Tẩn được chia thành 5 bản.

## Kinh tế
La Pán Tẩn từng là một điểm nóng về nạn trồng cây thuốc phiện, khi đó gần như toàn bộ số hộ dân trong xã đều trồng loài cây này và có đến 80% người mắc nghiện ma túy.